# Иаков (Вирвос)
Митрополи́т Иа́ков Ви́рвос (греч. Μητροπολίτης Ιάκωβος Βίρβος; 1901, Пирей — 17 декабря 1976, Афины) — епископ Константинопольской православной церкви, митрополит Христопольский.

## Биография
В 1932 году окончил богословский факультет Афинского университета.
Ещё до войны назначен служить в Лондон, где служил в клире кафедрального храма святой Софии.
13 мая 1956 года в храме святой Софии в Лондоне был рукоположён в титулярного епископа Апамейского, викария Фиатирской митрополии. Хиротонию совершили: архиепископ Фиатирский и Великобританский Афинагор (Кавадас), митрополит Мелитский Иаков (Кукузис), епископ Виленский Матфей (Семашко), епископ Ригийский Мелетий (Карабинис) и епископ Фермийский Хризостом (Цитер)
Митрополит Каллист (Уэр) вспоминал, что когда он попросил епископа Иакова в 1957 году принять его в лоно православно церкви, епископ Иаков ответил: «Мы всего лишь церковь для эмигрантов, для греков и русских, и здесь нет места англичанину. Тебе стоит оставаться в Англиканской Церкви, это очень хорошая Церковь. У нас хорошие отношения с англиканами. Тебе следует оставаться там». По восплминаниям митрополита Антония Сурожского: «сорок с лишним лет назад я говорил с епископом Иаковом Апамейским, очень хорошим человеком, священником. Он мне говорил: знаете, мы теряем полтораста человек молодёжи в год, потому что они отбились от греческого языка… Я спрашиваю: почему их не посылать к нам? — Нет, мы предпочитаем, чтобы они пропали, чем их передать в „чужую“ Церковь… Вот против чего я боролся и буду бороться».
После смерти архиепископа Фиатирского Афинагора (Каввадаса) 15 октября 1962 года назначен местоблюстителем Фиатирской архиепископии.
22 октября того же года из состава Фиатирской архиепископии были выделены в самостоятельные митрополии приходы в Континентальной Европе, в связи с чем Фиатирская архиепископия была преобразована в Фиатирскую и Великобританскую митрополию (в ведении Фиатирского митрополита остались Великобритания, Ирландия, Швеция, Норвегия, Исландия и Мальта).
10 декабря 1963 года был избран митрополитом Христопольским, продолжив управлять Фиатирской и Великобританской митрополией.
В феврале 1964 года после вступления в должность митрополита Афинагора (Коккинакиса) ушёл на покой и вернулся в Грецию.
Скончался 17 декабря 1976 года в Афинах.